# Alan Lomax
Alan Lomax (31 de enero de 1915-19 de julio de 2002) fue un importante etnomusicólogo estadounidense, considerado como uno de los más grandes recopiladores de canciones populares del siglo XX.

## Biografía
Alan Lomax era hijo del también etnomusicólogo John Lomax, con quien comenzó su carrera a los 22 años grabando temas cantados por presos o por trabajadores afroamericanos de Texas, Luisiana y Misisipi. Se graduó en filosofía en la Universidad de Texas en Austin, y trabajó posteriormente en varios proyectos para la Biblioteca del Congreso (Library of Congress) de Estados Unidos. Desarrolló su propio sistema para analizar canciones, que llamó cantométrica, donde trataba principalmente de encontrar las relaciones entre la sociología y el corpus musical.
Dedicó la mayor parte de su vida a viajar por el mundo para recoger con su grabadora muestras del folklore musical de países como España, Italia, Irlanda, India o Rumanía. También lanzó a la fama a varios intérpretes de blues, como Muddy Waters, Leadbelly, Woody Guthrie, Jelly Roll Morton o Jeannie Robertson, además de grabar estilos musicales casi desconocidos, como los espirituales de Sea Islands. Participó en varios programas de radio y series de televisión, y desempeñó un papel importante en el “renacimiento” del folk (folk revival) que tuvo lugar en los años 50 y 60 en EE. UU. e Inglaterra.
Colaboró también con  Ruth Crowford Seeger en dos importantes antologías durante la década de 1940 (Our Singing Country, 1941, y Folk Song: USA, 1947)
Ganó el prestigioso premio National Book Critics Circle Award en 1993 por su libro The Land Where the Blues Began, donde exponía la historia de los orígenes del blues. Murió en Florida, a los 87 años, y un año más tarde recibió un póstumo Grammy en reconocimiento a su vida y a su aportación a la música.

## Curiosidades
- En 2006, un musicólogo descubrió accidentalmente el expediente que tenía sobre él el FBI. El mismo FBI abrió una investigación para aclarar la aparición de este expediente, sin llegar a encontrar pruebas de su culpabilidad en ningún caso.[2]

## Obras
- American Ballads and Folk Songs (1934)
- Negro Folk Songs as Sung by Leadbelly (1936)
- Cowboy Songs and Other Frontier Ballads (1937)
- Our Singing Country: A Second Volume of American Ballads and Folk Songs (1941)
- American Folksong and Folklore (1942)
- Folk Songs: USA (1946)
- Mister Jelly Roll: The Fortunes of Jelly Roll Morton, New Orleans Creole and "Inventor of Jazz" (1950)
- Harriet and Her Harmonium (1955)
- The Rainbow Sign (1959)
- The Folk Songs of North America (1960)
- The Leadbelly Songbook (1962)
- Hard-Hitting Songs for Hard-Hit People (1967)
- Folk Song Style and Culture (1968)
- 3000 Years of Black Poetry (1969)
- Cantometrics: A Method of Musical Anthropology (1977)
- Land Where the Blues Began (1993)
- Brown Girl in the Ring: An Anthology of Song Games from the Eastern Caribbean Alan Lomax (1997)

## Discografía (selección de grabaciones)
- Deep river of song
  - Deep river of song: Alabama
  - Deep river of song: Bahamas 1935 (volume 2): Ring games and round dances
  - Deep river of song: Bahamas 1935 - Chanteys and Anthems from Andros and Cat Island
  - Deep river of song: Black Appalachia - String Bands, Songsters and Hoedowns
  - Deep river of song: Black Texicans - Balladeers and Songsters of the Texas Frontier
  - Deep river of song: Georgia
  - Deep river of song: Louisiana: Catch That Train and Testify!
  - Deep river of song: Mississippi Saints & Sinners
  - Deep river of song: Mississippi: The Blues Lineage
  - Deep river of song: South Carolina: Got the Keys to the Kingdom
  - Deep river of song: Virginia
- Negro Sinful Songs (1939)
- Dustbowl Ballads (1940)
- The Midnight Special (1940)
- Music and interviews with Jelly Roll Morton (1941)
- Folk Songs of the United States
- American Sea Songs And Shanties
- Folk Songs of Great Britain (1961)
- Folk Songs of Spain (1953)
  - The Spanish Recordings: Asturias
  - The Spanish Recordings: Aragón & València
  - The Spanish Recordings: Basque Country: Biscay and Guipuzcoa
  - The Spanish Recordings: Basque Country: Navarre
  - The Spanish Recordings: Extremadura
  - The Spanish Recordings: Galicia
  - The Spanish Recordings: Ibiza & Formentera: The Pityusic Islands
  - The Spanish Recordings: Mallorca: The Balearic Islands
- Columbia World Library of Folk and Primitive Music (1955)
  - World library of folk and primitive music, vol. 1: England
  - World library of folk and primitive music, vol. 2: Ireland
  - World library of folk and primitive music, vol. 3: Scotland
  - World library of folk and primitive music vol. 4: Spain
  - World library of folk and primitive music, vol. 5: Yugoslavia
  - World library of folk and primitive music, vol. 7: India
  - World library of folk and primitive music, vol. 8: France
  - World library of folk and primitive music, vol. 14: Northern and central Italy
- Heather and Glen (1959)
- Southern Journey (1959)
  - Southern Journey vol. 1: Voices from the American South - Blues, Ballads, Hymns, Reels, Shouts, Chanteys and Work Songs
  - Southern Journey vol. 2: Ballads and Breakdowns -- Songs from the Southern Mountains
  - Southern Journey vol. 3: 61 Highway Mississippi - Delta Country Blues, Spirituals, Work Songs & Dance Music
  - Southern Journey vol. 4: Brethren, We Meet Again -- Southern White Spirituals
  - Southern Journey vol. 5: Bad Man Ballads - Songs of Outlaws and Desperadoes
  - Southern Journey vol. 6: Sheep, Sheep, Don'tcha Know the Road? - Southern Music, Sacred and Sinful
  - Southern Journey vol. 7: Ozark Frontier
  - Southern Journey vol. 8: Velvet Voices
- Negro Prison Songs (1959)
  - Prison Songs, V. 1: Murderous Home
  - Prison Songs V. 2: Don'tcha Hear Poor Mother Calling?
- Southern Folk Heritage (1960)
- The Gospel Ship: Baptist Hymns and White Spirituals from the Southern Mountains (1977)
- Sound of the south (1993)